# Hauconcourt

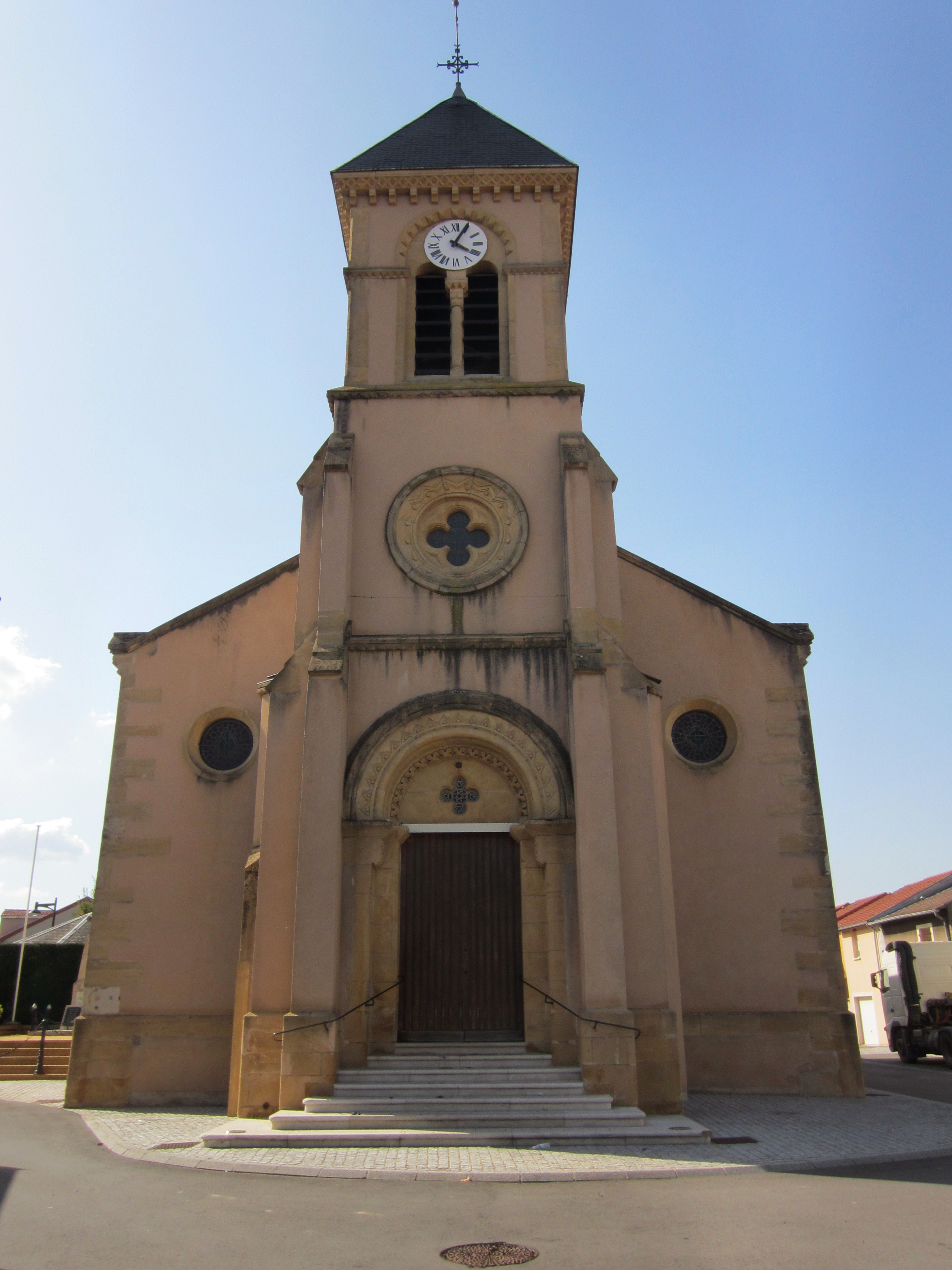
Kirche St. Étienne

Hauconcourt ist eine französische Gemeinde mit 589 Einwohnern (Stand 1. Januar 2022) im Département Moselle in der Region Grand Est (bis 2015 Lothringen). Sie gehört zum Arrondissement Metz.

## Geographie
Hauconcourt liegt etwa 13 Kilometer nördlich von Metz am linken Ufer der Mosel und dem hier parallel verlaufenden Schifffahrtskanal auf einer Höhe zwischen 155 und 166 m über dem Meeresspiegel. Das Gemeindegebiet umfasst 7,91 km². Hier mündet auch das Flüsschen Billeron in die Mosel.

## Geschichte
Der Ort gehörte zum Bistum Metz und wurde 1060 von Gobert als Hauencumeurt der Priorei Notre Dame von Apremont gegeben. Er liegt im Umfeld der historischen deutsch-französischen Sprachgrenze.
Zum Ort gehörte der Hof Amelange, den Erzbischof Hillin von Trier 1161 dem Kloster Justemont gegeben hatte. Das Gehöft war 1444 von Jean und Richard von Amelange befestigt worden und widerstand 1489 den Soldaten Bassompièrres.
Durch den Frankfurter Frieden vom 10. Mai 1871 kam die Region an Deutschland und das Dorf wurde dem Landkreis Metz, Bezirk Lothringen, Reichsland Elsaß-Lothringen zugeordnet.
Die Dorfbewohner betrieben Getreidebau und Viehzucht. Nach dem Ersten Weltkrieg musste die Region aufgrund der Bestimmungen des Versailler Vertrags 1919 an Frankreich abgetreten werden. Das Departement Mosel blieb in seinen geographischen Ausmaßen erhalten, wurde jedoch in Département Moselle umbenannt.
Im Zweiten Weltkrieg war die Region von der deutschen Wehrmacht besetzt.
1915–1918 und 1940–1944 trug er den verdeutschten Namen Halkenhofen.

### Bevölkerungsentwicklung
| Jahr                       | 1962 | 1968 | 1975 | 1982 | 1990 | 1999 | 2007 | 2019 |
| Einwohner                  | 564  | 629  | 743  | 612  | 537  | 569  | 531  | 599  |
| Quellen: Cassini und INSEE |      |      |      |      |      |      |      |      |

## Wirtschaft und Infrastruktur
Im Westen des Gemeindegebietes erstreckt sich das große Gewerbegebiet Z.I. Talange-Hauconcourt. Hier haben sich insbesondere Einkaufszentren (Lapeyre, Leroy Merlin, E.Leclerc) sowie ein Haus der Kette Novotel niedergelassen. Im Süden der Gemeinde liegt das Gelände einer ehemaligen Erdölraffinerie (Societe de la Raffinerie de Lorraine).
Im Südwesten des Gemeindegebietes kreuzen sich die Autobahnen A4 und A31.